# Broken Health
Broken Health és una pel·lícula documental de 2022 dirigida per Eva Niñerola i Nick Bolger sobre la gestió de la pandèmia de la COVID-19 a Catalunya. Gravada principalment en català, inclou diàlegs en castellà i en menor mesura en anglès. Es va rodar al llarg del 2020 i se centra en la gestió d'Alba Vergés com a consellera de Salut de la Generalitat de Catalunya, però també inclou els testimonis de metges i netejadores d'hospitals, responsables de residències de gent gran i treballadors de funeràries. Es va publicar el 31 de juliol de 2022 a Netflix, encara que la companyia no en va fer publicitat pels seus canals de difusió. Té una durada d'una hora i vuit minuts i està produïda per Icon International.
Bolger va assegurar que pretenia retratar Vergés des d'una mirada «íntima» i «proporcionar una visió des del punt de vista de les dones per donar una perspectiva una mica diferent». En la cinta, Vergés reflexiona sobre les decisions preses en els dos primers mesos de la pandèmia. La pel·lícula recull diverses reunions internes del Departament de Salut i d'Esquerra Republicana de Catalunya, on es posen de manifest algunes polèmiques polítiques internes dins del Govern de Catalunya.
El periodista Bernat Coll, d'El País, va afirmar que el documental «mostra escassetat d'autocrítica i interessos partidistes».